# Kranzgeld
Kranzgeld est un terme allemand signifiant « argent de la couronne » (de mariage), désignant les réparations financières qu'un homme doit payer à une femme dont il a pris la virginité, s'il ne l'épouse pas.
Au Moyen Âge, il semble que cela s'applique au ou à la fiancé(e) qui rompt son engagement.
Le terme a pour origine la couronne de paille, que les vieilles coutumes obligeaient la mariée à porter pendant la cérémonie quand elle n’était plus vierge ; on l’appelait alors la jeune fille de paille. La mariée innocente, en revanche, avait le droit de se présenter avec une couronne de myrte.

## Légalement
Ce terme se réfère à l'article 1300 du Code civil allemand (Bürgerliches Gesetzbuch), en vigueur jusqu'en 1998, et à l'article 177 du Code pénal. Il fallait payer des dommages-intérêts à une fiancée innocente pour avoir perdu des chances sur le marché du mariage à la suite de sa défloration lorsqu'elle avait été trompée par une promesse de l'épouser. Selon le droit privé allemand, seuls des dommages matériels peuvent normalement être réparés par des compensations financières (voir paragraphe 1 de l'article 253 du code civil). Or le « déshonneur » de la vierge est un préjudice moral. Le droit au Kranzgeld, ressemblant au pretium doloris qui existe encore aujourd'hui, constitue une exception à ce principe.
L'article §1300 du Code civil [en vigueur jusqu'à 1998] s'exprimait ainsi :
- (1) Si une fiancée innocente a consenti des relations sexuelles à son fiancé, et que sont réalisées les conditions prévues par l'article §1298 (rupture par le fiancé sans motif sérieux) ou l'article §1299 (rupture par la fiancée mais par la faute du fiancé), elle peut, dans le cas où il ne s'agit pas d'un dommage financier, réclamer une indemnité en argent qui ne soit pas excessive.

- (2) L'exigence n'est pas transmissible et ne passe pas aux héritiers à moins qu'elle soit reconnue par contrat ou qu'elle soit prévue par la loi.

L'année 1993 a encore vu une action en demande de Kranzgeld pour un montant de 1 000 marks allemands. Elle a été rejetée au motif que, du fait de l'évolution des mœurs, l'article 1300 du code civil allemand contredisait le principe d'égalité de la Loi fondamentale (art. 3), et n'était donc plus applicable. De toute façon, à ce moment-là, la règle n'avait plus grande importance dans la pratique. Elle a donc été supprimée par la loi du 4 mai 1998 portant sur la réforme du droit du mariage.
On disait plaisamment :
Der Heil'ge Geist ist sehr verwundert,
Maria klagt aus Dreizehnhundert 
(Le Saint-Esprit est tout ébahi ; 
Marie porte plainte contre lui en s'appuyant sur l’article 1300).

## Source
- (de) Cet article est partiellement ou en totalité issu de l’article de Wikipédia en allemand intitulé « Kranzgeld » (voir la liste des auteurs).